# ویکی‌انبار

نامزدهای موفق تصویر برگزیده در هر ماه (۲۰۰۴–۲۰۱۹)

ویکی‌انبار (به انگلیسی: Wikimedia Commons) یک مخزن دیجیتال از فایل‌های رایگان تصویری، صوتی، و دیگر فایل‌های رسانه‌ای است. بنیاد ویکی‌مدیا پروژهٔ ویکی‌انبار را ایجاد کرده است.
فایل‌های ویکی‌انبار را می‌توان خارج از این سایت یا در همهٔ پروژه‌های ویکی‌مدیا استفاده کرد. بنابراین، با استفاده از نشانی یک فایل موجود در ویکی‌انبار، نیازی به بارگذاری دوبارهٔ آن در ویکی‌پدیا یا دیگر پروژه‌ها نیست. این پروژه‌ها در تمام زبان‌ها وجود دارند و شامل دانشنامه ویکی‌پدیا، ویکی‌واژه، ویکی‌کتاب، ویکی‌سفر، ویکی‌گونه، ویکی‌نبشته و ویکی‌خبر می‌شود. تا ماه اوت ۲۰۲۳، این مخزن حاوی بیش از ۹۷ میلیون فایل رسانه‌ای رایگان است که توسط داوطلبان ثبت‌نام شده، مدیریت و ویرایش می‌شوند.

## تاریخچه
پروژهٔ ویکی‌انبار در مارس ۲۰۰۴ توسط اریک مولر پیشنهاد وفعالیت آن در ۷ سپتامبر ۲۰۰۴ راه‌اندازی شد.

## شمار محتوا
منبع: commons:Commons:Milestones

رشد ویکی‌انبار

- ۳۰ نوامبر ۲۰۰۶: ۱ میلیون فایل رسانه‌ای
- ۲ سپتامبر ۲۰۰۹: ۵ میلیون فایل رسانه‌ای
- ۱۵ آوریل ۲۰۱۱: ۱۰ میلیون فایل رسانه‌ای
- ۴ دسامبر ۲۰۱۲: ۱۵ میلیون فایل رسانه‌ای
- ۱۴ ژوئیه ۲۰۱۳: ۱۰۰٬۰۰۰٬۰۰۰ ویرایش[۶]
- ۲۵ ژانویه ۲۰۱۴: ۲۰ میلیون فایل رسانه‌ای
- ۱۳ ژانویه ۲۰۱۶: ۳۰ میلیون فایل رسانه‌ای
- ۲۱ ژوئن ۲۰۱۷: ۴۰ میلیون فایل رسانه‌ای
- ۷ اکتبر ۲۰۱۸: ۵۰ میلیون فایل رسانه‌ای
- ۱۸ مارس ۲۰۱۹: ۶۰ میلیون فایل رسانه‌ای
- ۱۵ فوریه ۲۰۲۱: ۷۰ میلیون فایل رسانه‌ای
- ۱۱ ژانویه ۲۰۲۲: ۸۰ میلیون فایل رسانه‌ای
- ۱۰ ژانویه ۲۰۲۳: ۹۰ میلیون فایل رسانه ای
- ارقام فعلی: commons:Special:Statistics